# Vindkraft i Finland
I Finland har vindkraften från att länge ha varit av begränsad omfattning vuxit snabbt under slutet av 2010-talet och början av 2020-talet.
Vindresurserna är relativt jämnt fördelade över hela landet. De är högst för havsbaserad vindkraft och kring kusten finns det relativt omfattande områden där det är möjligt att anlägga vindkraftsverk till havs. Det första enskilda vindkraftverket byggdes 1986 i Ingå, medan den första parken stod färdig 1991 i Korsnäs. I Finland får kommunerna fastighetsskatt på vindkraftverken.